# 靈動2：東京實錄
《靈動2：東京實錄》（英語：Paranormal Activity 2 TOKYO NIGHT），2010年日本超自然恐怖片，為2007年電影《靈動：鬼影實錄》的日本版平行續集，承襲首集的紀實風格（監視器、V8）拍攝。由獨立製片導演陶德·威廉斯（Tod Williams）授權原創，花田康隆擔任製片；長江俊和編劇。
原作4年後的2010年一位日本女子從首集發生地的聖地牙哥回東京，卻有東西跟著他的行李寄回東京。同步播放的《鬼入鏡》故事則是原作的2個月前，所以可以視為第一集的前後傳故事。

## 故事大綱
2006年的美國聖地牙哥，一個名叫凱蒂的女子殺害同居人後隨即人間蒸發。警方之後在命案現場發現一捲家庭錄影帶， 
內容竟錄下令人嚇破膽的恐怖真相…2010年的東京，某天春花（青山倫子 飾）醒來時，發現原本置於床邊的輪椅竟悄悄朝窗邊移動，春花一口咬定是弟弟幸一（中村蒼 飾）的惡作劇，而幸一為了證明自己的清白，提議用攝影機拍下兩人入睡後屋內的一切情況。究竟在夜深人靜時，到底發生了什麼超乎想像的詭譎異象？一幕幕令人毛骨悚然的駭人靈異影像即將揭露…

## 外部連結
- 官方網站
- 『放送禁止』の長江俊和監督が全米大ヒットホラーの続編を製作。その“こだわり”とは？ （页面存档备份，存于）（＠ぴあ映画生活）